# Herman Pełka
Herman Pełka (ur. 24 września 1831 w Kurkach k. Olsztynka, zm. 25 maja 1900 w Królewcu) – polski duchowny ewangelicki, profesor uniwersytecki, pedagog, badacz mazurskiego folkloru.

## Życiorys
Był synem wiejskiego karczmarza. Uczył się w miejscowej szkole, następnie 1851 ukończył seminarium nauczycielskie w Węgorzewie i pracował jako nauczyciel w szkole ewangelickiej w Jezioranach. Uzupełniając wykształcenie, ukończył gimnazjum w Olsztynku, gdzie zdał maturę. W latach 1858–1862 studiował teologię na uniwersytecie królewieckim. W latach 1862–1864 nauczał w gimnazjum w Ełku, 1864-1873 był proboszczem parafii polskiej w Królewcu, później II kaznodzieją w kościele zamkowym. Został radcą konsystorza w Królewcu i członkiem Towarzystwa Literackiego „Masovia” w Lecu (Giżycku). 1866 został profesorem i dyrektorem uniwersyteckiego Seminarium Polskiego, którego program zreformował. 1890 otrzymał doktorat honorowy Wydziału Teologicznego na Albertynie. Wydał podręcznik języka polskiego dla szkół ludowych, dbał o polskie duszpasterstwo ewangelickie dla mazurskich wychodźców w Westfalii, gromadził pieśni ludowe. Współpracował z Oskarem Kolbergiem i wydawnictwem Marcina Gerssa. Opublikował historię kościoła zamkowego (1893).
W wersji niem. używał nazwiska Hermann Pelka. Jego żoną była Agata Preuschhoff, córka burmistrza Jezioran, mieli ośmioro dzieci.